# Zeta Volantis
Zeta Volantis (ζ Vol, ζ Volantis) è la terza stella più luminosa della costellazione del Pesce Volante. La sua magnitudine apparente è 3,96 e dista 141 anni luce dal sistema solare.

## Osservazione
Posta nella piccola costellazione australe del Pesce Volante, la sua visibilità è quasi del tutto limitata alle sole regioni poste a sud dell'equatore, con la sola eccezione delle aree più meridionali dell'emisfero boreale, nella fascia tropicale. Essendo di magnitudine 3,96, la si può scorgere anche dai piccoli centri urbani, sebbene un cielo non eccessivamente inquinato sia maggiormente indicato per la sua individuazione.
Il periodo più propizio per la sua osservazione nel cielo serale ricade nel mesi compresi fra dicembre e maggio.

## Caratteristiche fisiche
Zeta Volantis è una gigante arancione di classe spettrale K0III. Ha una massa 1,84 volte quella del Sole ed un raggio 10 volte superiore. La sua luminosità è 63 volte superiore a quella del Sole, mentre la temperatura superficiale è attorno ai 4800 K.
La gigante arancione ha una compagna di decima magnitudine localizzata a 15 secondi d'arco di distanza; tuttavia non è chiaro se questa è solo una compagna ottica o è gravitazionalmente legata alla principale.